# Benke Attila
Benke Attila (Budapest, 1930. december 5. – 2022. augusztus 22. vagy előtte) Európa-bajnoki bronzérmes magyar röplabdázó, edző.

## Pályafutása
1949-ben a budapesti Kemény Zsigmond Gimnáziumban érettségizett. 1968-ban a Testnevelési Főiskolán röplabdaszakedzői diplomát szerzett.
1947 és 1950 között az Elektromos, 1950 és 1952 között a Bp. Honvéd, 1953 és 1963 között a Vasas röplabdázója volt. 1949 és 1960 között 110 alkalommal szerepel a magyar válogatottban. Az első röplabdázó volt Magyarországon, aki elérte a 100. válogatottságot. 1949 és 1958 között négy világbajnokságon és két Európa-bajnokságon vett részt. Legjobb eredményt az 1950-es szófiai Európa-bajnokságon érte el, ahol bronzérmet szerzett a csapattal.
1964 és 1968 között a Vasas férfi csapatának a vezetőedzője volt. 1967 és 1990 között a Vasas utánpótlás edzőjeként, majd 1991-től vezetőedzőjeként tevékenykedett. 1967-től megszakításokkal a férfi válogatott másodedzőjeként dolgozott.

## Sikerei, díjai
- MRSZ-életműdíj (2022)

 Magyarország
- Európa-bajnokság
  - 3.: 1950

 Elektromos
- Magyar bajnokság
  - 2.: 1947

 Bp. Honvéd
- Magyar bajnokság
  - 2.: 1952

 Vasas
- Magyar bajnokság
  - 2. (4): 1953, 1954, 1955, 1958–59
  - 3. (2): 1959–60, 1961–62, 1962–63
- Magyar kupa (MNK)
  - 2.: 1961–62
  - 3.: 1957–58